# 希登斯普林斯 (愛達荷州)
希登斯普林斯（英語：Hidden Springs）是位於美國愛達荷州埃達縣的一個人口普查指定地區。

## 地理
希登斯普林斯的座標為43°43′20″N 116°15′03″W / 43.72222°N 116.25083°W，而該地最高點為海拔高度873米（即2864英尺）。

## 人口
根據2010年美國人口普查的數據，希登斯普林斯的面積為6.57平方千米，當中陸地面積為6.54平方千米，而水域面積為0.03平方千米。當地共有人口2280人，而人口密度為每平方千米347.03人。